# Eleições regionais no País Basco em 1998
As eleições regionais no País Basco em 1998 foram realizadas a 25 de Outubro e, serviram para eleger os 75 deputados ao Parlamento Regional.
Os resultados deram nova vitória ao Partido Nacionalista Basco, conquistando 28% e 21 deputados. Apesar da vitória, os nacionalistas caíram 1,8% e perderam 1 deputados em relação a 1994.
O Partido Popular obteve um resultado espectacular, tornando-se a segunda força política basca, conquistando 20% e 16 deputados. De realçar, a vitória dos populares em Álava, o aumento de 5,7% e a conquista de mais 5 lugares, passando para 16 deputados.
O Herri Batasuna também um grande resultado, conquistando 17,7% dos votos e 14 deputados, reforçando-se como terceiro partido basco. Importa referir que, pela primeira vez na história, os deputados eleitos pelo HB assumiram os seus lugares, visto que, entre 1980 a 1998, os deputados abertzales recusavam-se a assumir os seus lugares.
O Partido Socialista do País Basco - Esquerda Basca, apesar da subida de votos e deputados para os 17,4% e 14 deputados, desceu, pela primeira vez, para a quarta posição de partido mais votado em eleições regionais.
O Eusko Alkartasuna continuou o seu declínio eleitoral, obtendo o seu pior resultado regional, com apenas 8,7% e 6 deputados.
Por fim, destacar a perda de deputados por parte da Esquerda Unida e Unidade Alavesa, caindo, 4 e 3 deputados, respectivamente, ficando, ambos partidos, com dois deputados cada.
Após as eleições, o PNV formou um governo de coligação com o EA, com apoio parlamentar do Euskal Herritarrok.

## Resultados Oficiais
| Partido                 | Partido                                           | Votos     | %               | +/-    | Deputados | +/-    |
| ----------------------- | ------------------------------------------------- | --------- | --------------- | ------ | --------- | ------ |
|                         | Partido Nacionalista Basco                        | 350 322   | 27,62 / 100,00  | 1,70   | 21 / 75   | 1      |
|                         | Partido Popular                                   | 251 743   | 19,85 / 100,00  | 5,69   | 16 / 75   | 5      |
|                         | Euskal Herritarrok                                | 224 001   | 17,66 / 100,00  | 1,65   | 14 / 75   | 3      |
|                         | Partido Socialista do País Basco - Esquerda Basca | 220 052   | 17,35 / 100,00  | 0,52   | 14 / 75   | 2      |
|                         | Eusko Alkartasuna                                 | 108 635   | 8,57 / 100,00   | 1,56   | 6 / 75    | 2      |
|                         | Esquerda Unida                                    | 71 064    | 5,60 / 100,00   | 3,39   | 2 / 75    | 4      |
|                         | Unidade Alavesa                                   | 15 738    | 1,24 / 100,00   | 1,44   | 2 / 75    | 3      |
|                         | Outros                                            | 9 010     | 0,71 / 100,00   |        | 0 / 75    |        |
| Votos Inválidos         | Votos Inválidos                                   | 24 443    | 1,92 / 100,00   | 0,41   |           |        |
| Total                   | Total                                             | 1 275 008 | 100,00 / 100,00 |        | 75 / 75   |        |
| Eleitorado/Participação | Eleitorado/Participação                           | 1 821 608 | 69,99 / 100,00  | 10,30  |           |        |
| Fonte                   | Fonte                                             | [ 12 ]    | [ 12 ]          | [ 12 ] | [ 12 ]    | [ 12 ] |

## Resultados por Províncias
| Província  | %     | D   | %     | D  | %     | D  | %      | D      | %     | D  | %    | D  | %    | D  | D  | Votantes  |
| Província  | PNV   | PNV | PP    | PP | EH    | EH | PSE-EE | PSE-EE | EA    | EA | IU   | IU | UA   | UA | D  | Votantes  |
| ---------- | ----- | --- | ----- | -- | ----- | -- | ------ | ------ | ----- | -- | ---- | -- | ---- | -- | -- | --------- |
| Álava      | 21,65 | 6   | 26,66 | 7  | 12,06 | 3  | 16,81  | 5      | 6,28  | 1  | 5,63 | 1  | 8,39 | 2  | 25 | 171 580   |
| Biscaia    | 32,60 | 9   | 20,20 | 5  | 14,57 | 4  | 18,27  | 5      | 5,97  | 1  | 6,20 | 1  | 0,13 | -  | 25 | 692 781   |
| Guipúscoa  | 21,74 | 6   | 16,42 | 4  | 25,21 | 7  | 16,04  | 4      | 13,90 | 4  | 4,59 | -  | 0,13 | -  | 25 | 410 647   |
| País Basco | 27,62 | 21  | 19,85 | 16 | 17,66 | 14 | 17,35  | 14     | 8,57  | 6  | 5,60 | 2  | 1,24 | 2  | 75 | 1 275 008 |

### Álava
| Partido                 | Partido                                           | Votos   | %               | +/-   | Deputados | +/-     |
| ----------------------- | ------------------------------------------------- | ------- | --------------- | ----- | --------- | ------- |
|                         | Partido Popular                                   | 45 470  | 26,66 / 100,00  | 10,74 | 7 / 25    | 3       |
|                         | Partido Nacionalista Basco                        | 36 923  | 21,65 / 100,00  | 0,10  | 6 / 25    | Estável |
|                         | Partido Socialista do País Basco - Esquerda Basca | 28 670  | 16,81 / 100,00  | 1,22  | 5 / 25    | 1       |
|                         | Euskal Herritarrok                                | 20 567  | 12,06 / 100,00  | 1,98  | 3 / 25    | 1       |
|                         | Unidade Alavesa                                   | 14 305  | 8,39 / 100,00   | 10,13 | 2 / 25    | 3       |
|                         | Eusko Alkartasuna                                 | 10 718  | 6,28 / 100,00   | 0,96  | 1 / 25    | 1       |
|                         | Esquerda Unida                                    | 9 606   | 5,63 / 100,00   | 3,45  | 1 / 25    | 1       |
|                         | Outros                                            | 2 001   | 1,18 / 100,00   |       | 0 / 25    |         |
| Votos Inválidos         | Votos Inválidos                                   | 3 320   | 1,95 / 100,00   | 0,31  |           |         |
| Total                   | Total                                             | 171 580 | 100,00 / 100,00 |       | 25 / 25   |         |
| Eleitorado/Participação | Eleitorado/Participação                           | 244 184 | 70,27 / 100,00  | 9,58  |           |         |

### Biscaia
| Partido                 | Partido                                           | Votos   | %               | +/-  | Deputados | +/-   |
| ----------------------- | ------------------------------------------------- | ------- | --------------- | ---- | --------- | ----- |
|                         | Partido Nacionalista Basco                        | 224 542 | 32,60 / 100,00  | 2,51 | 9 / 25    | 1     |
|                         | Partido Popular                                   | 139 161 | 20,20 / 100,00  | 5,17 | 5 / 25    | 1     |
|                         | Partido Socialista do País Basco - Esquerda Basca | 125 834 | 18,27 / 100,00  | 0,89 | 5 / 25    | 1     |
|                         | Euskal Herritarrok                                | 100 377 | 14,57 / 100,00  | 1,18 | 4 / 25    | 1     |
|                         | Esquerda Unida                                    | 42 714  | 6,20 / 100,00   | 3,85 | 1 / 25    | 1     |
|                         | Eusko Alkartasuna                                 | 41 096  | 5,97 / 100,00   | 1,12 | 1 / 25    | Baixa |
|                         | Outros                                            | 5 574   | 0,80 / 100,00   |      | 0 / 25    |       |
| Votos Inválidos         | Votos Inválidos                                   | 13 528  | 1,96 / 100,00   | 0,18 |           |       |
| Total                   | Total                                             | 692 781 | 100,00 / 100,00 |      | 25 / 25   |       |
| Eleitorado/Participação | Eleitorado/Participação                           | 991 238 | 63,53 / 100,00  | 3,16 |           |       |

### Guipúscoa
| Partido                 | Partido                                           | Votos   | %               | +/-   | Deputados | +/-     |
| ----------------------- | ------------------------------------------------- | ------- | --------------- | ----- | --------- | ------- |
|                         | Euskal Herritarrok                                | 103 057 | 25,21 / 100,00  | 2,08  | 7 / 25    | 1       |
|                         | Partido Nacionalista Basco                        | 88 857  | 21,74 / 100,00  | 0,56  | 6 / 25    | Estável |
|                         | Partido Popular                                   | 67 112  | 16,42 / 100,00  | 4,54  | 4 / 25    | 1       |
|                         | Partido Socialista do País Basco - Esquerda Basca | 65 548  | 16,04 / 100,00  | 0,34  | 4 / 25    | Estável |
|                         | Eusko Alkartasuna                                 | 56 821  | 13,90 / 100,00  | 2,82  | 4 / 25    | Estável |
|                         | Esquerda Unida                                    | 18 744  | 4,59 / 100,00   | 2,49  | 0 / 25    | 2       |
|                         | Outros                                            | 2 868   | 0,71 / 100,00   |       | 0 / 25    |         |
| Votos Inválidos         | Votos Inválidos                                   | 7 640   | 1,87 / 100,00   | 0,83  |           |         |
| Total                   | Total                                             | 410 647 | 100,00 / 100,00 |       | 25 / 25   |         |
| Eleitorado/Participação | Eleitorado/Participação                           | 586 186 | 70,05 / 100,00  | 11,92 |           |         |